# Mario Fabiani
Mario Fabiani (n. 9 februarie 1912, Empoli, Toscana, Italia – d. 13 februarie 1974, Florența, Italia) a fost un politician italian.